# 藤原実持
藤原 実持（ふじわら の さねもち）は、平安時代末期から鎌倉時代にかけての公卿。三条実持、または清水谷実持、とも。正二位権大納言。父は従二位権中納言三条公定。母は権大納言藤原成親女。

## 父と兄が配流される
建永2年（1207年）9月、父公定と兄実基が佐渡に配流されたため、長らく官位の昇進が滞ることになった。承久の乱後に官位昇進が活発となるのは、西園寺家一門としての余慶に預かったためと考えられる。

## 経歴
以下、『公卿補任』及び『尊卑分脈』に基づいて記述する。
- 建久9年（1198年）2月26日、叙爵[2]。
- 建仁3年（1203年）3月2日、侍従に任ぜられる。
- 建永2年（1207年）1月13日、土佐権介を兼ねる。
- 承久元年（1219年）12月13日、右少将に任ぜられる。
- 承久3年（1221年）1月5日、従五位上に昇叙。
- 貞応2年（1223年）1月6日、正五位下に昇叙[3]。同月27日、備中権介を兼ねる。
- 元仁2年（1224年）2月5日、従四位下に昇叙。同月23日、右少将に還任。
- 寛喜2年（1230年）1月5日、従四位上に昇叙。同月24日、右中将に転任。
- 寛喜3年（1231年）1月29日、播磨権介を兼ねる。
- 貞永元年（1232年）12月2日、正四位下に昇叙。
- 文暦元年（1234年）12月21日、従三位に叙される。この日、皇后宮権大夫に任ぜられる。
- 嘉禎2年（1236年）6月9日、参議に任ぜられる。同月13日、皇后宮権大夫は元の如し。
- 嘉禎3年（1237年）1月5日、正三位に昇叙。同月24日、備中権守を兼ねる。同月29日、左中将を兼ねる。
- 嘉禎4年（1238年）閏2月27日、皇后宮権大夫を止める。同年7月27日、権中納言に転任。同年9月、勅授帯剣。
- 延応元年（1239年）5月5日、従二位に昇叙。
- 仁治元年（1240年）10月20日、中納言に転正。同月24日、右衛門督を兼ね検非違使別当に補せられる。
- 仁治2年（1241年）7月17日、正二位に昇叙。同年9月24日、右衛門督と検非違使別当を止める[4]。同年10月13日、権大納言に転任。
- 仁治3年（1242年）3月7日、権大納言を辞す。
- 仁治4年（1243年）4月21日、本座を許される。
- 建長5年（1253年）9月12日、出家。
- 建長8年（1256年）5月8日、逝去。享年68。

## 系譜
- 父：三条公定（1163年 - ?）
- 母：藤原成親の娘
- 妻：宇佐大宮司公通の娘
  - 男子：藤原公兼（1240年 - 1312年）
- 生母不明の子女
  - 男子：三条公蔭
  - 男子：公隆
  - 男子：公永
  - 男子：公尋
  - 女子：従三位持子 - 洞院公守室
  - 女子：従三位按子 - 花山院長雅室
  - 女子